# O.C., California/Episodenliste
Diese Episodenliste enthält alle Episoden der US-amerikanischen Jugendserie O.C., California sortiert nach der US-amerikanischen Erstausstrahlung. Die Serie umfasst vier Staffeln mit 92 Episoden.

## Übersicht
| Staffel | Episodenanzahl | Erstausstrahlung USA | Erstausstrahlung USA | Deutschsprachige Erstausstrahlung | Deutschsprachige Erstausstrahlung |
| Staffel | Episodenanzahl | Staffelpremiere      | Staffelfinale        | Staffelpremiere                   | Staffelfinale                     |
| ------- | -------------- | -------------------- | -------------------- | --------------------------------- | --------------------------------- |
| 1       | 27             | 5. August 2003       | 5. Mai 2004          | 2. Oktober 2004                   | 29. Juni 2005                     |
| 2       | 24             | 4. November 2004     | 19. Mai 2005         | 6. Juli 2005                      | 7. Dezember 2005                  |
| 3       | 25             | 8. September 2005    | 18. Mai 2006         | 27. Mai 2006                      | 14. Oktober 2006                  |
| 4       | 16             | 2. November 2006     | 22. Februar 2007     | 17. Juni 2007                     | 30. September 2007                |

## Staffel 1
Die Erstausstrahlung der ersten Staffel war vom 5. August 2003 bis zum 5. Mai 2004 auf dem US-amerikanischen Sender FOX zu sehen. Die deutschsprachige Erstausstrahlung sendete der österreichische Sender ORF 1 ab dem 2. Oktober 2004. Die deutsche Erstausstrahlung sendete der Sender ProSieben vom 19. Januar bis zum 29. Juni 2005. Eine weitere deutschsprachige Ausstrahlung sendete der Schweizer Sender SF zwei vom 3. Januar bis zum 7. April 2006.
| Nr. (ges.) | Nr. (St.) | Deutscher Titel                   | Originaltitel             | Erstausstrahlung (USA) | Deutschsprachige Erstausstrahlung (AT/D) | Regie                  | Drehbuch                           |
| ---------- | --------- | --------------------------------- | ------------------------- | ---------------------- | ---------------------------------------- | ---------------------- | ---------------------------------- |
| 1          | 1         | Fremde Welten                     | The Pilot                 | 5. Aug. 2003           | 2. Okt. 2004                             | Doug Liman             | Josh Schwartz                      |
| 2          | 2         | Das Musterhaus                    | The Model Home            | 12. Aug. 2003          | 19. Jan. 2005                            | Doug Liman             | Allan Heinberg & Josh Schwartz     |
| 3          | 3         | Glücksspiele                      | The Gamble                | 19. Aug. 2003          | 26. Jan. 2005                            | Ian Toynton            | Jane Espenson                      |
| 4          | 4         | Das Debüt                         | The Debut                 | 26. Aug. 2003          | 2. Feb. 2005                             | Daniel Attias          | Allan Heinberg & Josh Schwartz     |
| 5          | 5         | Außenseiter                       | The Outsider              | 2. Sep. 2003           | 9. Feb. 2005                             | Jesús Salvador Treviño | Melissa Rosenberg                  |
| 6          | 6         | Die neue Freundin                 | The Girlfriend            | 9. Sep. 2003           | 16. Feb. 2005                            | Steve Robman           | Josh Schwartz & Debra J. Fisher    |
| 7          | 7         | Tijuana                           | The Escape                | 16. Sep. 2003          | 23. Feb. 2005                            | Sanford Bookstaver     | Josh Schwartz                      |
| 8          | 8         | Der Test                          | The Rescue                | 29. Okt. 2003          | 2. März 2005                             | Michael Lange          | Melissa Rosenberg & Allan Heinberg |
| 9          | 9         | Höhenangst                        | The Heights               | 5. Nov. 2003           | 9. März 2005                             | Patrick Norris         | Debra J. Fisher & Erica Messer     |
| 10         | 10        | Traumpaare                        | The Perfect Couple        | 12. Nov. 2003          | 16. März 2005                            | Michael Fresco         | Allan Heinberg                     |
| 11         | 11        | Rückkehr nach Chino               | The Homecoming            | 19. Nov. 2003          | 23. März 2005                            | Keith Samples          | Josh Schwartz & Brian Oh           |
| 12         | 12        | Das Geheimnis                     | The Secret                | 26. Nov. 2003          | 30. März 2005                            | James Marshall         | Allan Heinberg & Josh Schwartz     |
| 13         | 13        | Das beste Weihnukkah aller Zeiten | The Best Chrismukkah Ever | 3. Dez. 2003           | 6. Apr. 2005                             | Sanford Bookstaver     | Stephanie Savage                   |
| 14         | 14        | Countdown                         | The Countdown             | 17. Dez. 2003          | 13. Apr. 2005                            | Michael Fresco         | Josh Schwartz                      |
| 15         | 15        | Neue Freundschaften               | The Third Wheel           | 7. Jan. 2004           | 20. Apr. 2005                            | Sandy Smolan           | Melissa Rosenberg                  |
| 16         | 16        | Falsches Spiel                    | The Links                 | 14. Jan. 2004          | 27. Apr. 2005                            | Michael Lange          | Debra J. Fisher & Erica Messer     |
| 17         | 17        | Rivalen                           | The Rivals                | 21. Jan. 2004          | 4. Mai 2005                              | Ian Toynton            | Josh Schwartz                      |
| 18         | 18        | Die Wahrheit                      | The Truth                 | 11. Feb. 2004          | 11. Mai 2005                             | Rodman Flender         | Allan Heinberg                     |
| 19         | 19        | Gebrochene Herzen                 | The Heartbreak            | 18. Feb. 2004          | 18. Mai 2005                             | Lev L. Spiro           | Josh Schwartz                      |
| 20         | 20        | Irrungen und Wirrungen            | The Telenovela            | 25. Feb. 2004          | 25. Mai 2005                             | Sanford Bookstaver     | Stephanie Savage                   |
| 21         | 21        | Abschied                          | The Goodbye Girl          | 3. März 2004           | 1. Juni 2005                             | Patrick Norris         | Josh Schwartz                      |
| 22         | 22        | Hollywood                         | The L.A.                  | 24. März 2004          | 8. Juni 2005                             | David M. Barrett       | Josh Schwartz                      |
| 23         | 23        | Eine böse Überraschung            | The Nana                  | 31. März 2004          | 8. Juni 2005                             | Michael Lange          | Allan Heinberg                     |
| 24         | 24        | Der Antrag                        | The Proposal              | 14. Apr. 2004          | 15. Juni 2005                            | Helen Shaver           | Liz Friedman & Josh Schwartz       |
| 25         | 25        | Die Verlobungsfeier               | The Shower                | 21. Apr. 2004          | 15. Juni 2005                            | Sandy Smolan           | J. J. Philbin                      |
| 26         | 26        | Viva Las Vegas                    | The Strip                 | 28. Apr. 2004          | 22. Juni 2005                            | James Marshall         | Allan Heinberg                     |
| 27         | 27        | Die Entscheidung                  | The Ties That Bind        | 5. Mai 2004            | 29. Juni 2005                            | Patrick Norris         | Josh Schwartz                      |

## Staffel 2
Die Erstausstrahlung der zweiten Staffel war vom 4. November 2004 bis zum 19. Mai 2005 auf dem US-amerikanischen Sender FOX zu sehen. Die deutschsprachige Erstausstrahlung sendete der österreichische Sender ORF 1. Die deutsche Erstausstrahlung sendete der Sender ProSieben vom 6. Juli bis zum 7. Dezember 2005. Eine weitere deutschsprachige Ausstrahlung sendete der Schweizer Sender SF zwei vom 27. November 2006 bis zum 9. Februar 2007.
| Nr. (ges.) | Nr. (St.) | Deutscher Titel              | Originaltitel                      | Erstausstrahlung (USA) | Deutschsprachige Erstausstrahlung (AT/D) | Regie                 | Drehbuch                       |
| ---------- | --------- | ---------------------------- | ---------------------------------- | ---------------------- | ---------------------------------------- | --------------------- | ------------------------------ |
| 28         | 1         | Kein Weg zurück              | The Distance                       | 4. Nov. 2004           | 6. Juli 2005                             | Ian Toynton           | Josh Schwartz                  |
| 29         | 2         | Das Wiedersehen              | The Way We Were                    | 11. Nov. 2004          | 13. Juli 2005                            | Michael Lange         | Allan Heinberg                 |
| 30         | 3         | Alles wird anders            | The New Kids on the Block          | 18. Nov. 2004          | 20. Juli 2005                            | Lev L. Spiro          | Stephanie Savage               |
| 31         | 4         | Die neue Ära                 | The New Era                        | 2. Dez. 2004           | 27. Juli 2005                            | Michael Fresco        | J. J. Philbin                  |
| 32         | 5         | Wer mit wem?                 | The SnO.C.                         | 9. Dez. 2004           | 3. Aug. 2005                             | Ian Toynton           | John Stephens                  |
| 33         | 6         | Das Weihnukkah-Debakel       | The Chrismukkah That Almost Wasn’t | 16. Dez. 2004          | 10. Aug. 2005                            | Tony Wharmby          | Josh Schwartz                  |
| 34         | 7         | Familienbande                | The Family Ties                    | 6. Jan. 2005           | 17. Aug. 2005                            | Lesli Glatter         | Drew Greenberg & Josh Schwartz |
| 35         | 8         | Die Kunst des Lügens         | The Power of Love                  | 13. Jan. 2005          | 17. Aug. 2005                            | Michael Lange         | John Stephens                  |
| 36         | 9         | Der Ex-Faktor                | The Ex-Factor                      | 20. Jan. 2005          | 24. Aug. 2005                            | Michael Fresco        | J. J. Philbin                  |
| 37         | 10        | Komplizen                    | The Accomplice                     | 27. Jan. 2005          | 31. Aug. 2005                            | Ian Toynton           | Allan Heinberg                 |
| 38         | 11        | Die zweite Chance            | The Second Chance                  | 3. Feb. 2005           | 7. Sep. 2005                             | Tony Wharmby          | Drew Greenberg & Josh Schwartz |
| 39         | 12        | Der Club der einsamen Herzen | The Lonely Hearts Club             | 10. Feb. 2005          | 14. Sep. 2005                            | Ian Toynton           | J. J. Philbin                  |
| 40         | 13        | Enthüllungen                 | The Test                           | 17. Feb. 2005          | 21. Sep. 2005                            | Michael Lange         | John Stephens                  |
| 41         | 14        | Regen                        | The Rainy Day Women                | 24. Feb. 2005          | 28. Sep. 2005                            | Michael Fresco        | Josh Schwartz                  |
| 42         | 15        | Eingesperrt                  | The Mallpisode                     | 10. März 2005          | 5. Okt. 2005                             | Ian Toynton           | Stephanie Savage               |
| 43         | 16        | Feuer                        | The Blaze of Glory                 | 17. März 2005          | 12. Okt. 2005                            | Robert Duncan McNeill | Mike Kelley                    |
| 44         | 17        | Bruderliebe                  | The Brothers Grim                  | 24. März 2005          | 19. Okt. 2005                            | Michael Lange         | J. J. Philbin                  |
| 45         | 18        | Lockere Geschäfte            | The Risky Business                 | 7. Apr. 2005           | 26. Okt. 2005                            | Norman Buckley        | Cory Martin                    |
| 46         | 19        | Die Überraschungsparty       | The Rager                          | 14. Apr. 2005          | 2. Nov. 2005                             | Tony Wharmby          | John Stephens                  |
| 47         | 20        | Der Deal                     | The O.C. Confidential              | 21. Apr. 2005          | 9. Nov. 2005                             | Tony Wharmby          | Mike Kelley                    |
| 48         | 21        | Kleine und große Sünden      | The Return of the Nana             | 5. Mai 2005            | 16. Nov. 2005                            | Ian Toynton           | Josh Schwartz                  |
| 49         | 22        | Der Showdown                 | The Showdown                       | 5. Mai 2005            | 23. Nov. 2005                            | Michael Fresco        | John Stephens                  |
| 50         | 23        | Die Qual der Wahl            | The O.Sea                          | 12. Mai 2005           | 30. Nov. 2005                            | Michael Lange         | J. J. Philbin                  |
| 51         | 24        | Außer Kontrolle              | The Dearly Beloved                 | 19. Mai 2005           | 7. Dez. 2005                             | Ian Toynton           | Josh Schwartz                  |

## Staffel 3
Die Erstausstrahlung der dritten Staffel war vom 8. September 2005 bis zum 18. Mai 2006 auf dem US-amerikanischen Sender FOX zu sehen. Die deutschsprachige Erstausstrahlung begann der österreichische Sender ORF eins am 25. Mai 2006. Nach zwei ausgestrahlten Folgen übernahm der Sender ProSieben mit der dritten Episode am 17. Juni 2006 bis zum 14. Oktober 2006 die deutschsprachige Erstausstrahlung. Eine weitere deutschsprachige Ausstrahlung sendete der Schweizer Sender SF zwei.
| Nr. (ges.) | Nr. (St.) | Deutscher Titel               | Originaltitel                   | Erstausstrahlung (USA) | Deutschsprachige Erstausstrahlung (AT/D) | Regie                 | Drehbuch                         |
| ---------- | --------- | ----------------------------- | ------------------------------- | ---------------------- | ---------------------------------------- | --------------------- | -------------------------------- |
| 52         | 1         | Plan B                        | The Aftermath                   | 8. Sep. 2005           | 27. Mai 2006                             | Ian Toynton           | Josh Schwartz                    |
| 53         | 2         | Ende und Anfang               | The Shape of Things to Come     | 15. Sep. 2005          | 3. Juni 2006                             | Tony Wharmby          | J. J. Philbin                    |
| 54         | 3         | Das Testament                 | The End of Innocence            | 22. Sep. 2005          | 17. Juni 2006                            | Michael Lange         | Stephanie Savage                 |
| 55         | 4         | Die neue Schule               | The Last Waltz                  | 29. Sep. 2005          | 24. Juni 2006                            | Ian Toynton           | John Stephens                    |
| 56         | 5         | Summers Trick                 | The Perfect Storm               | 6. Okt. 2005           | 1. Juli 2006                             | Tony Wharmby          | Mike Kelley                      |
| 57         | 6         | Hohe Wellen                   | The Swells                      | 13. Okt. 2005          | 8. Juli 2006                             | Michael Fresco        | J. J. Philbin                    |
| 58         | 7         | Volchoks Revanche             | The Anger Management            | 10. Nov. 2005          | 15. Juli 2006                            | Michael Fresco        | John Stephens                    |
| 59         | 8         | Erste Wahl: Berkeley          | The Game Plan                   | 1. Dez. 2005           | 22. Juli 2006                            | Tate Donovan          | Cory Martin                      |
| 60         | 9         | Konkurrenten                  | The Disconnect                  | 8. Dez. 2005           | 29. Juli 2006                            | Tony Wharmby          | Stephanie Savage                 |
| 61         | 10        | Die Weihnukkah-Bar-Mitzwakkah | The Chrismukkah Bar-Mitzvahkkah | 15. Dez. 2005          | 5. Aug. 2006                             | Ian Toynton           | Josh Schwartz                    |
| 62         | 11        | Die letzte Chance             | The Safe Harbor                 | 12. Jan. 2006          | 12. Aug. 2006                            | Tony Wharmby          | Mike Kelley                      |
| 63         | 12        | Schwestern                    | The Sister Act                  | 19. Jan. 2006          | 12. Aug. 2006                            | Ian Toynton           | Leila Gerstein                   |
| 64         | 13        | Am Scheideweg                 | The Pot Stirrer                 | 23. Jan. 2006          | 19. Aug. 2006                            | Norman Buckley        | John Stephens                    |
| 65         | 14        | Cliffhanger                   | The Cliffhanger                 | 2. Feb. 2006           | 19. Aug. 2006                            | Michael Lange         | J. J. Philbin                    |
| 66         | 15        | Abschied am Strand            | The Heavy Lifting               | 9. Feb. 2006           | 26. Aug. 2006                            | Ian Toynton           | Stephanie Savage                 |
| 67         | 16        | Unterwegs                     | The Road Warrior                | 9. März 2006           | 26. Aug. 2006                            | Michael Fresco        | Mike Kelley                      |
| 68         | 17        | Endlich Erwachsen             | The Journey                     | 16. März 2006          | 2. Sep. 2006                             | Roxann Dawson         | John Stephens                    |
| 69         | 18        | Kamasutra für Anfänger        | The Undertow                    | 23. März 2006          | 2. Sep. 2006                             | Robert Duncan McNeill | Mark Fish & J. J. Philbin        |
| 70         | 19        | Der andere Ryan               | The Secrets and Lies            | 30. März 2006          | 9. Sep. 2006                             | Michael Fresco        | Stephanie Savage & Josh Schwartz |
| 71         | 20        | Was die Zukunft bringt        | The Day After Tomorrow          | 6. Apr. 2006           | 9. Sep. 2006                             | Norman Buckley        | Leila Gerstein                   |
| 72         | 21        | Der Schmerz                   | The Dawn Patrol                 | 13. Apr. 2006          | 16. Sep. 2006                            | Ian Toynton           | Mike Kelley                      |
| 73         | 22        | Alte Bekannte                 | The College Try                 | 20. Apr. 2006          | 23. Sep. 2006                            | Tony Wharmby          | J. J. Philbin                    |
| 74         | 23        | Der Abschlussball             | The Party Favor                 | 27. Apr. 2006          | 30. Sep. 2006                            | Michael Lange         | John Stephens                    |
| 75         | 24        | Der Mann des Jahres           | The Man of the Year             | 4. Mai 2006            | 7. Okt. 2006                             | Tony Wharmby          | Stephanie Savage                 |
| 76         | 25        | Goodbye, Harbor               | The Graduates                   | 18. Mai 2006           | 14. Okt. 2006                            | Ian Toynton           | Bob DeLaurentus & Josh Schwartz  |

## Staffel 4
Die Erstausstrahlung der vierten Staffel war vom 2. November 2006 bis zum 22. Februar 2007 auf dem US-amerikanischen Sender FOX zu sehen. Die deutschsprachige Erstausstrahlung sendete der deutsche Sender ProSieben vom 17. Juni bis zum 30. September 2007. Die deutsche Erstausstrahlung in Österreich sendete der Sender ORF eins vom 23. Juni 2007 bis zum 6. Oktober 2007. Eine weitere deutschsprachige Ausstrahlung sendete der Schweizer Sender SF zwei.
| Nr. (ges.) | Nr. (St.) | Deutscher Titel            | Originaltitel                 | Erstausstrahlung (USA) | Deutschsprachige Erstausstrahlung (D) | Regie           | Drehbuch                         |
| ---------- | --------- | -------------------------- | ----------------------------- | ---------------------- | ------------------------------------- | --------------- | -------------------------------- |
| 77         | 1         | Fight Club                 | The Avengers                  | 2. Nov. 2006           | 17. Juni 2007                         | Ian Toynton     | Josh Schwartz                    |
| 78         | 2         | Gringos                    | The Gringos                   | 8. Nov. 2006           | 24. Juni 2007                         | Patrick Norris  | John Stephens                    |
| 79         | 3         | Schuld und Sühne           | The Cold Turkey               | 9. Nov. 2006           | 1. Juli 2007                          | Michael Lange   | J. J. Philbin                    |
| 80         | 4         | Die Verwandlungskünstlerin | The Metamorphosis             | 23. Nov. 2006          | 8. Juli 2007                          | Norman Buckley  | Leila Gerstein                   |
| 81         | 5         | Schlaflos                  | The Sleeping Beauty           | 30. Nov. 2006          | 15. Juli 2007                         | Ian Toynton     | John Stephens                    |
| 82         | 6         | Falsche Freunde            | The Summer Bummer             | 7. Dez. 2006           | 22. Juli 2007                         | Michael Lange   | Josh Schwartz & Stephanie Savage |
| 83         | 7         | Die Parallelwelt           | The Chrismukk-huh?            | 14. Dez. 2006          | 29. Juli 2007                         | Ian Toynton     | J. J. Philbin & John Stephens    |
| 84         | 8         | Aliens                     | The Earth Girls Are Easy      | 21. Dez. 2006          | 5. Aug. 2007                          | Norman Buckley  | Mark Fish                        |
| 85         | 9         | Zwei Väter                 | The My Two Dads               | 4. Jan. 2007           | 12. Aug. 2007                         | Michael Schultz | Josh Schwartz & Stephanie Savage |
| 86         | 10        | Seite 47                   | The French Connection         | 11. Jan. 2007          | 19. Aug. 2007                         | John Stephens   | J. J. Philbin                    |
| 87         | 11        | Das Krafttier              | The Dream Lover               | 18. Jan. 2007          | 26. Aug. 2007                         | Patrick Norris  | Leila Gerstein                   |
| 88         | 12        | Seelenverwandte            | The Groundhog Day             | 25. Jan. 2007          | 2. Sep. 2007                          | Ian Toynton     | Mark Fish                        |
| 89         | 13        | Wahre Liebe                | The Case of the Franks        | 1. Feb. 2007           | 9. Sep. 2007                          | Norman Buckley  | J. J. Philbin                    |
| 90         | 14        | Drei kleine Worte          | The Shake Up                  | 8. Feb. 2007           | 16. Sep. 2007                         | Ian Toynton     | John Stephens                    |
| 91         | 15        | Die längste Nacht          | The Night Moves               | 15. Feb. 2007          | 23. Sep. 2007                         | Patrick Norris  | Stephanie Savage                 |
| 92         | 16        | Das Ende                   | The End’s Not Near, It’s Here | 22. Feb. 2007          | 30. Sep. 2007                         | Ian Toynton     | Josh Schwartz                    |